# Hiroshi Shirai

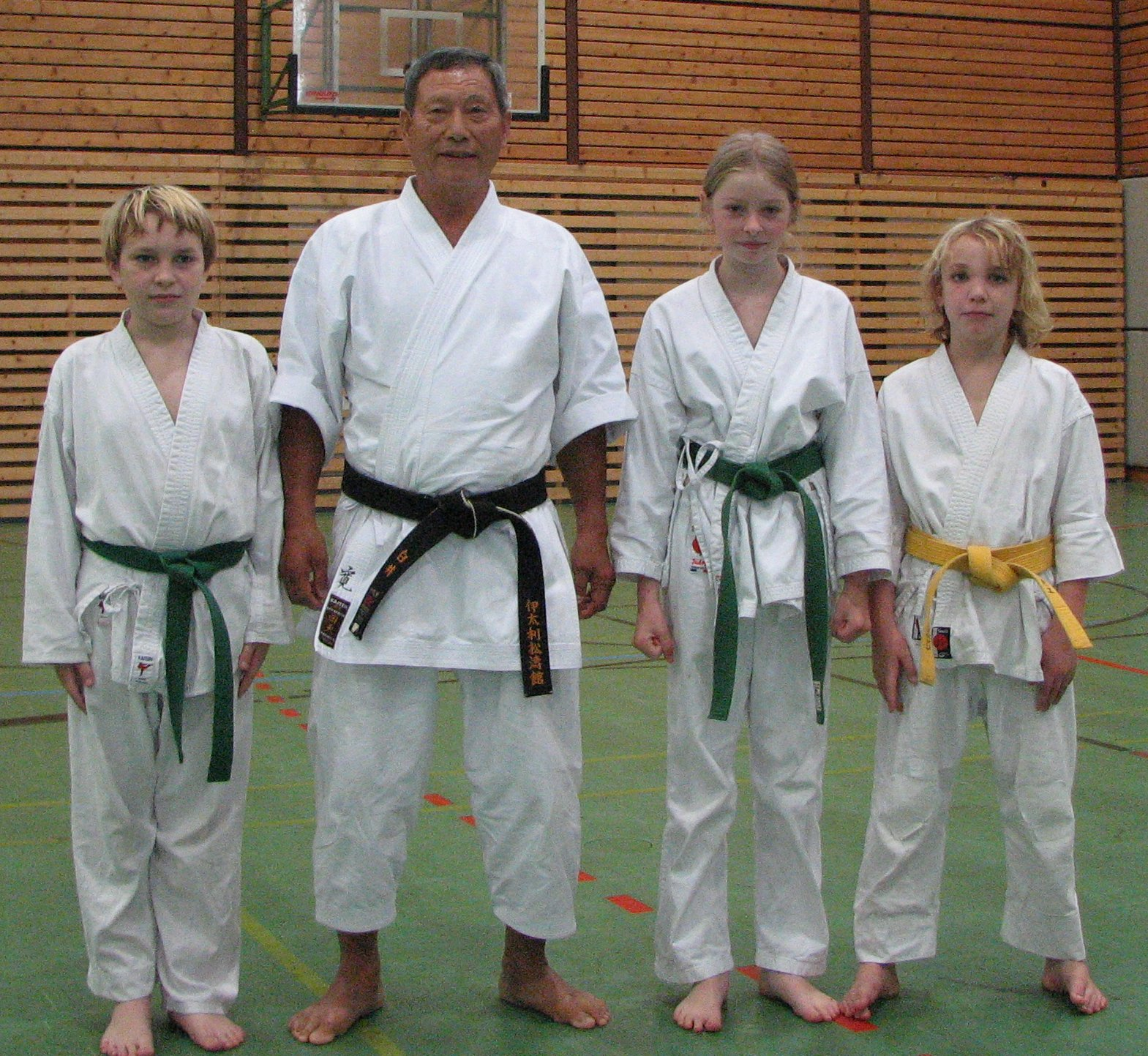
Shihan Shirai mit Schülern beim Lehrgang in Innsbruck (2009)

Hiroshi Shirai, (jap. 白井 寛, Shirai Hiroshi; * 31. Juli 1937 in Nagasaki, Japan; † 9. Oktober 2024 in Mailand) galt als eine der wichtigsten zeitgenössischen Personen im Bereich des Shōtōkan-Karate. Als Gründer des Istituto Shotokan Italia, einer gemeinnützigen Körperschaft unter dem Dach der FIKTA (Federazione Italiana Karate Tradizionale, Italienischer Verband für traditionelles Karate), widmete er sich der Förderung des Shōtōkan-Karate in Europa und der Welt und lebte und lehrte in Mailand, Italien. Meister Shirai gab zusammen mit Meister Carlo Fugazza Seminare und war der verantwortliche Prüfer der FIKTA für Dan-Prüfungen. Zudem galt Meister Shirai als Entwickler des Goshin-Do, einem Übungsprogramm zur Selbstverteidigung.

## Biografie
Shirai wurde am 31. Juli 1937 in Nagasaki geboren. Nach Ende seiner Schulzeit begann er 1955 mit einem Studium der Geographie an der Universität Komazawa in Tōkyō und nahm das Karate-Training unter der Anleitung führender Köpfe der JKA, Kase Taiji, Nakayama Masatoshi und Nishiyama Hidetaka, auf.

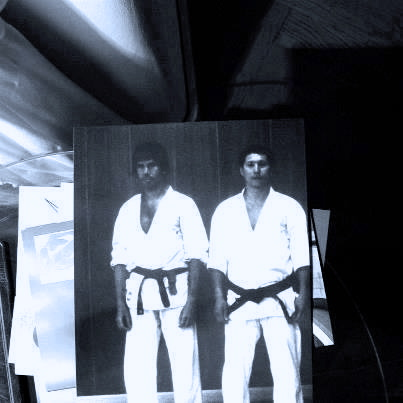
Shihan Shirai mit Pino Presti, Schwarzer Gürtel 5. Dan (1985)

Nach nur zwei Jahren erhielt er 1957 den ersten Dan. 1959 folgte die Graduierung zum zweiten Dan und er belegte den ersten Platz in den Universitäts-Meisterschaften. Im folgenden Jahr, 1960, begann er die Ausbildung zur Erlangung der Lehrbefugnis der JKA unter seinen Lehrern Nakayama, Nishiyama, Kase und Sugiura Motokuni, welche er 1961 erhielt. Im selben Jahr graduierte er zum 3. Dan und belegte den zweiten Platz bei den All Japan JKA Karate Championships. Diese gewann er im darauf folgenden Jahr in beiden Disziplinen, Kumite und Kata, und wurde damit 'Grand Champion'. 1963 wurde er als Meister (Sensei) anerkannt und graduierte 1964 zum 5. Dan.
1965 reiste er mit mehreren anderen großen Meistern zu Vorführungen durch die ganze Welt (Europa, Südafrika und die Vereinigten Staaten). In Italien trägt er zur Verbreitung einer neuen Begeisterung für die Kampfkünste bei und bildet zahlreiche Meister aus, die heute auf der ganzen Welt aktiv sind. Im November desselben Jahres ließ er sich in Mailand nieder, wo er bis heute lebt und lehrt. Im folgenden Jahr gründete er dann die A.I.K. (Associazione Italiana Karate).
Im Jahre 1969 erhielt er den 6. Dan und gründete ein Jahr später die FE.S.I.KA (Federazione Sportiva Italiana Karate), die zahlreiche Erfolge in Wettbewerben auf nationalen, europäischen und Weltniveau feierte. 1974 graduiert er zum 7. Dan, gründete 1979 das I.S.I. (Istituto Shotokan Italia) und erhielt 1986 den 8. Dan.
Im folgenden Jahr gründete er zusammen mit anderen Meistern die F.I.K.T.A. (Federazione Italiana Karate Tradizionale & discipline affini), deren technische Leitung er bis heute innehat. Im Jahre 1999 erhielt er den 9. Dan, am 10. Dezember 2011 den 10. Dan und wurde damit zu einem der höchstgraduierten und wichtigsten lebenden Meister auf dem Gebiet des Karate.
Shirai verstarb am 9. Oktober 2024 in Mailand.

## Schüler
- Carlo Fugazza
- Efthimios Karamitsos
- Pino Presti